# Massiccio dei Maures

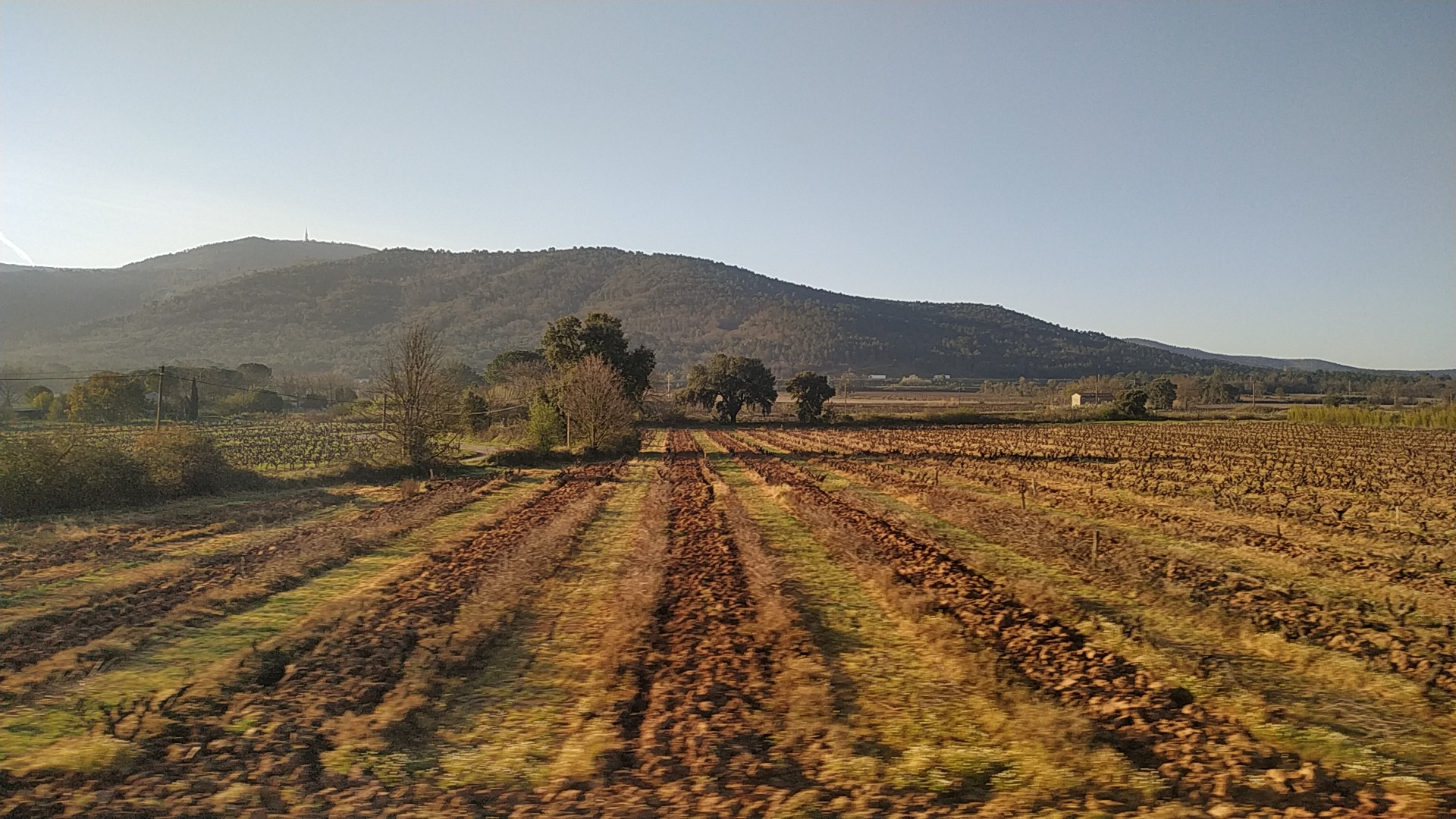
Massiccio dei Maures visto da Gonfaron (Francia)

Il Massiccio dei Maures è un massiccio montuoso ercinico situato in Provenza-Alpi-Costa Azzurra, nel dipartimento del Var, tra le città di Hyères e Fréjus.

## Etimologia
In francese è detto massif des Maures (in occitano provenzale lei Mauras secondo la norma classica o lei Mauro secondo la norma mistraliana), quindi plurale, traducibile "i mori", a indicare il colore scuro delle rocce. Secondo alcuni è parola saracena (araba? berbera?) o celtica.

## Caratteristiche
Il massiccio costituisce la cosiddetta Provenza cristallina, contrapposta alla Provenza calcarea e argillosa. Essendoci zone nelle quali lo strato ercinico si trova sopra lo strato permiano, è stata postulata l'ipotesi che il Maures non sia, profondamente, in continuazione col Massiccio Centrale, come parrebbe razionale, ma sia un'isola ercinica flottante su uno strato permiano a causa dell'orogenesi alpina.

## Classificazione
La Partizione delle Alpi del 1926 includeva il massiccio nel sistema alpino e lo legava alla sezione alpina Prealpi di Provenza.
Secondo la più moderna letteratura il massiccio, per la sua conformazione geologica, non fa parte del sistema alpino. Conseguentemente la SOIUSA lo esclude dalle Alpi e lo inserisce nei cosiddetti Massicci di Bassa Provenza.